# Néa Michanióna
Néa Michanióna är en ort i Grekland.   Den ligger i prefekturen Nomós Thessaloníkis och regionen Mellersta Makedonien, i den norra delen av landet, 290 km norr om huvudstaden Aten. Néa Michanióna ligger 26 meter över havet och antalet invånare är 7 908.
Terrängen runt Néa Michanióna är platt. Havet är nära Néa Michanióna västerut. Runt Néa Michanióna är det ganska tätbefolkat, med 96 invånare per kvadratkilometer. Närmaste större samhälle är Kalamaria, 15,2 km nordost om Néa Michanióna. Trakten runt Néa Michanióna består till största delen av jordbruksmark.